# Branzi
Branzi – miejscowość i gmina we Włoszech, w regionie Lombardia, w prowincji Bergamo.
Według danych na styczeń 2009 gminę zamieszkiwało 731 osób przy gęstości zaludnienia 28,9 os./1 km².